# Чуйченко, Сергей Александрович
Серге́й Алекса́ндрович Чуйченко (укр. Сергій Олександрович Чуйченко; 25 октября 1968, Харьков, Украинская ССР, СССР) — украинский футболист, нападающий.

## Биография
Воспитанник спецкласса ДЮСШ «Металлист» (Харьков). Первый тренер — Леонид Бавыкин.
Играл в «Цементнике» из Балаклеи. В команде его ставили на правый фланг, в то время как он сам любил играть в нападении. В итоге, Сергей решил играть за азовский АПК.
В сезоне 1993/94, играя за «Полиграфтехнику» в первой лиге, забил 26 голов. Однако команде не хватило 1 очка, чтобы подняться лигой выше.
Дебютировал в высшей лиге чемпионата Украины только в возрасте 26 лет, в марте 1995. Он вышел на поле в футболке «Днепра» в игре против донецкого «Шахтёра».
В 1996 принял приглашение Виктора Пожечевского играть за полтавскую «Ворсклу». В сезоне 1996/97 вместе с командой стал бронзовым призёром чемпионата.
В начале 1998 на короткое время уезжал в Туркменистан, играл за «Копетдаг» и сборную Туркменистана.
Во всех командах, где играл, был штатным пенальтистом.
Лучший бомбардир Первой лиги Украины за историю (совместно с Вадимом Плотниковым) — 116 голов.
В еврокубках провел 9 матчей, забил 3 мяча.
С 2005 по 2010 был начальником команды «Харьков».
В настоящее время играет за ветеранскую команду ФК «Харьков» в чемпионате Харькова среди ветеранов.

## Достижения
- Бронзовый призёр чемпионата Украины (1): 1996/97
- Чемпион Туркменистана (1): 1997/98
- Победитель Первой лиги Украины (1): 1995/96

## Семья
Жена Марина, дочь Оксана.